# Віїшоара (комуна, Клуж)
Віїшоа́ра (рум. Viișoara) — комуна у повіті Клуж в Румунії. До складу комуни входять такі села (дані про населення за 2002 рік):
- Віїшоара (4836 осіб)
- Урка (1016 осіб)

Комуна розташована на відстані 291 км на північний захід від Бухареста, 33 км на південний схід від Клуж-Напоки.

## Населення
За даними перепису населення 2002 року у комуні проживали 5852 особи.
Національний склад населення комуни:
| Національність | Кількість осіб | Відсоток |
| -------------- | -------------- | -------- |
| румуни         | 3858           | 65,9%    |
| угорці         | 1417           | 24,2%    |
| цигани         | 574            | 9,8%     |
| українці       | 1              | < 0,1%   |
| німці          | 1              | < 0,1%   |
| серби          | 1              | < 0,1%   |

Рідною мовою назвали:
| Мова      | Кількість осіб | Відсоток |
| --------- | -------------- | -------- |
| румунська | 4001           | 68,4%    |
| угорська  | 1411           | 24,1%    |
| циганська | 438            | 7,5%     |
| німецька  | 2              | < 0,1%   |

Склад населення комуни за віросповіданням:
| Релігія            | Кількість осіб | Відсоток |
| ------------------ | -------------- | -------- |
| православні        | 3973           | 67,9%    |
| реформати          | 1255           | 21,4%    |
| баптисти           | 127            | 2,2%     |
| п'ятдесятники      | 76             | 1,3%     |
| адвентисти         | 50             | 0,9%     |
| римо-католики      | 46             | 0,8%     |
| греко-католики     | 34             | 0,6%     |
| не релігійні       | 27             | 0,5%     |
| унітарії           | 4              | 0,1%     |
| мусульмани         | 1              | < 0,1%   |
| не вказали релігію | 7              | 0,1%     |

## Зовнішні посилання
- Дані про комуну Віїшоара на сайті Ghidul Primăriilor